# Rainer Bonhof
Rainer Bonhof (* 29. března 1952 Emmerich am Rhein) je bývalý německý fotbalista. Hrával na pozici defenzivního záložníka nebo krajního obránce.
Má čtyři medaile z vrcholných turnajů, z toho tři zlaté: S reprezentací někdejšího Západního Německa vyhrál mistrovství světa roku 1974, mistrovství Evropy 1972 a mistrovství Evropy 1980. Získal též stříbrnou medaili z mistrovství Evropy 1976. Hrál i na světovém šampionátu 1978. Celkem za národní tým odehrál 53 utkání a vstřelil 9 branek.
S Valencií vyhrál v sezóně 1979/80 Pohár vítězů pohárů, s Borussií Mönchengladbach Pohár UEFA (1974/75). Čtyřikrát se v dresu Borussie stal mistrem Německa (1970–71, 1974–75, 1975–76, 1976–77).
V anketě Zlatý míč, která hledala nejlepšího fotbalistu Evropy, skončil v roce 1976 devátý.